# پایگاه آب‌نشین موزر بی
پایگاه آب‌نشین موزر بی (به انگلیسی: Moser Bay Seaplane Base) یک فرودگاه همگانی بهره‌برداری هوایی با کد یاتا KMY است که یک باند فرود آب دارد و طول باند آن ۳۰۴۸ متر است. این فرودگاه در کشور ایالات متحده آمریکا قرار دارد و در ارتفاع ۰ متری از سطح دریا واقع شده‌است.